# 프레베자 해전
프레베자 해전(영어: Battle of Preveza)은 1538년 9월 28일 그리스의 북서부에 있는 프레베자 근해에서 교황 바오로 3세가 조직한 로마 가톨릭 동맹의 군대와 오스만 함대 간에 벌어진 전투이다.

## 배경
1537년 거대한 오스만 함대를 지휘하던 바르바로스 하이렛딘 파샤는 베네치아 공화국에 속해있던 시로스(Syros), 아이기나, 로스, 파로스, 티노스, 카르파토스, 카소스, 낙소스를 비롯한 에게해와 이오니아해의 도서 지역을 점령하였다. 그리고 베네치아가 에게 해에 만든 괴뢰국가인 낙소스 공국(Duchy of Naxos; 이탈리아어: Ducato di Nasso)는 오스만 제국에 합병되었다. 그는 또 베네치아의 강력한 방어거점인 코르푸를 포위하고, 남부 이탈리아에 있는 스페인의 거점인 칼라브리아 해안을 약탈하여 파괴하였다.
위협을 느낀 교황 바오로 3세는 1538년 2월 "신성 동맹"을 조직하는 데 성공하였다. 이 동맹에는 교황령, 스페인, 제노바 공화국, 베네치아 공화국과 몰타 기사단이 참가해 바르바로스 하이렛딘 파샤에게 대항했다.

## 군대
바르바로스 하이렛딘 파샤의 함대는 122척의 갤리선과 갤리엇선을 주력으로 하고 있었다. 신성 동맹의 함대는 302척의 함선(162척의 갤리와 갤리온, 140척의 바르퀘스)으로 구성되어 있었는데, 주력인 갤리선 55척이 베네치아의 함대였고, 49척이 스페인, 27척이 교황령과 몰타 기사단 소속이었다. 황제 카를 5세를 섬기던 제노바의 제독 안드레아 도리아가 전군의 지휘권을 쥐고 있었다.

## 배치
신성 동맹은 함대를 코르푸의 근처에 집결시켰다. 제독 마르코 그리마니(Marco Grimani; 아퀼레이아의 대주교)의 지휘하의 교황청 함대와 빈센초 카펠로( Vincenzo Capello) 휘하의 베네치아 함대가 가장 먼저 도착했다. 안드레아 도리아는 스페인-제노바 함대와 함께 1538년 9월 22일 그들과 합류했다.
도리아가 도착하기에 앞서, 그리마니는 프레베자 요새 근처에 병력을 상륙시키고자 했으나, 오스만군의 반격으로 많은 병력이 피해를 입은 후에 퇴각했다.
바르바로스 하이렛딘 파샤는 이때, 여전히 에게해에 있는 코스섬에 있었다. 그러나 얼마 지나지 않아 도중에 케팔로니아섬을 점령하고 오스만 군의 잔여 함대를 이끌고 프레베자에 도착하였다. 바르바로스 하이렛딘 파샤의 부 사령관 중 한명인 시난 레이스(Sinan Reis)는 프레베자 근처에 있는 아르타 만(Gulf of Arta)에 있는 악티움(Actium)에 병력을 상륙시키자고 제안하였으나, 바르바로스 하이렛딘 파샤는 처음에 이러한 생각에 반대했으나, 이 제안은 나중에 오스만군의 승리를 확고히 하는 데 중요한 것이라고 밝혀졌다. 오스만군이 악티움을 점거함으로써, 그들은 바르바로스 하이렛딘 파샤의 함대를 포병으로 지원할 수 있었고, 이에 반해 도리아는 그의 함대를 해안가로부터 멀리 떨어트려 놓아야 했다. 기독교 군대는 악티움을 함락시키기 위해 상륙시키는 것이 아마도 필요하고, 또 성공할 수 있다고 확신했으나 도리아는 그리마니가 격퇴된 처음의 출격 이후에 육지에서 패배하는 것에 두려움을 가지고 있었다. 이번에는 프레베자의 요새 근처에서 악티움과 마주보는 반대쪽 해안에 병력을 상륙시키려는 신성 동맹군의 두 번 이상의 시도는 9월 25일과 26일 무라드 레이스(Murat Reis)의 군대에게 저지당했다.
도리아의 함대가 해안으로부터 거리를 유지하고 있는 동안, 역풍이 그들을 적의 해안으로 이끌고 간다는 것을 깨닫게 되었고, 바르바로스 하이렛딘 파샤는 유리한 위치를 차지하게 되었다. 그러므로 9월 27일에서 28일로 넘어가는 밤 동안 도리아는 남쪽으로 30마일정도 항해해 갔고, 바람이 멈추었을 때 레프카다섬 근처에 있는 세솔라(Sessola)에 정박하였다. 밤 동안, 그와 그의 휘하 지휘관들은 레판토(Lepanto)를 향해 공격해 나가 이곳을 전장으로 삼고 바르바로스 하이렛딘 파샤의 군대와 싸우는 것이 최선의 선택이라고 결의하게 되었다.

## 전투

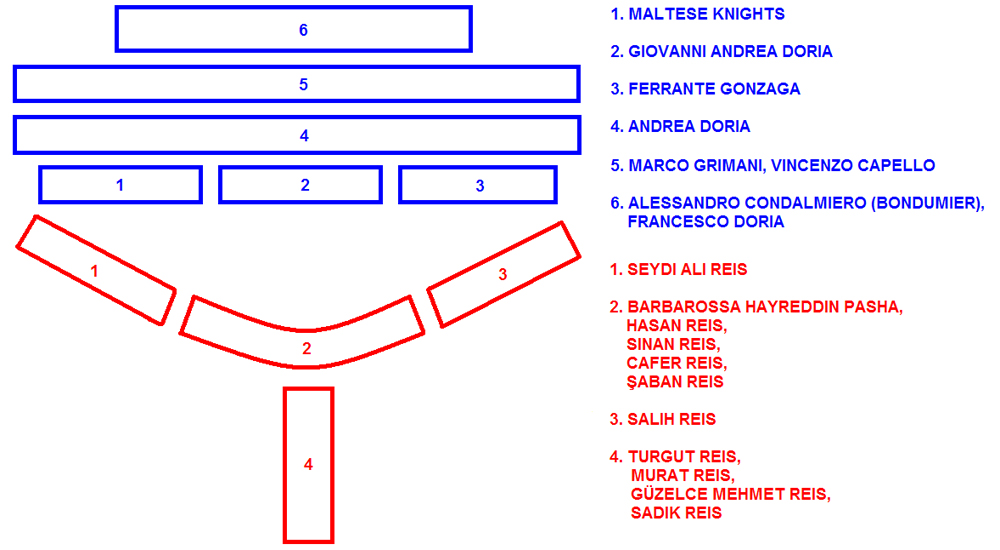
프레베자 해전 (1538년)에서의 양쪽 함대의 배치도.
파란색이 신성 동맹, 빨강색이 오스만 제국

새벽녘 도리아는 그의 배로 다가오는 오스만의 함대를 보고 경악했다. 바르바로스 하이렛딘 파샤는 그의 함대를 출격시켜 신성 동맹의 함대를 따라 남쪽으로 향했었다. 투르게 레이스(Turgut Reis)는 6척의 거대한 푸스타스(Fustas)와 함께 선봉에 섰고, 좌익은 해안가를 근접하게 끼고 있었다. 수적으로 불리한 오스만 함대가 감히 이런 공세를 취할 것이라 예상하지 못했기 때문에 도리아가 그리마니와 카펠로의 닥달에 의해 닻을 올리고 전투준비를 명하는 데는 3시간이나 걸렸다.
두 함대는 1538년 9월 28일 프레베자 근교에 있는 아르타 만에서 최종적으로 교전을 벌였다.
바람이 없다는 점은 도리아에게 유리하지 않았다. 강력한 포를 장비한 거대한 베네치아의 기함 갈레온 디 베네치아(Galeone di Venezia)는 육지에서 4마일, 그리고 세솔라에서 10마일 정도 떨어진 곳에서 멈춰 있어야 했다. 기독교 함대가 갈레온 디 베네치아를 지원하기 위해 몸부림치는 동안, 갈레온 디 베네치아는 순식간에 적의 갤리선에 포위되었고, 수시간 동안 참혹한 전투를 벌여 오스만의 갤리선에 상당한 타격을 주었다.
바람이 불어오자, 비록 도리아는 처음에 오스만 군을 바다로 끌어들이기 위해 많은 유인 기동을 벌였지만, 결국 기독교 함대는 마침내 공격을 감행했다. 시칠리아의 부왕 페란테 곤차카(Ferrante Gonzaga)가 좌익을 맡았고, 몰타 기사단이 우익을 맡았다. 도리아는 중앙의 전위에 배치된 그의 조카 지오반니 안드레아 도리아가 지휘하는 가장빠른 4척의 갤리선을 곤차카와 몰타 기사단 사이에 배치하였다. 도리아의 갤리선은 그들 뒤에서 그리마니의 교황청 함대와 카펠로의 베네치아의 함대 앞에 위치하여 긴 열을 이루었다. 알레산드로 콘달미에로(Alessandro Condalmiero)의 지휘하의 베네치아 갤리온과 프란세스코 도리아(Francesco Doria) 휘하의 스페인-포르투갈-제노바 갤리온이 후방에 배치되어, 함포사격으로 전위를 지원했다.
오스만 함대는 Y자 형태로 배치되었다. 바르바로스 하이렛딘 파샤와 그의 아들 하산 레이스(Hasan Reis; 훗날 하산 파샤(Hasan Pasha), 시난 레이스, 카페르 레이스(Cafer Reis)와 사반 레이스(Şaban Reis)는 중앙에 위치하였다. 세이디 알리 레이스(Seydi Ali Reis)가 좌익을 통솔하였고, 살리 레이스(Salih Reis)가 우익을 통솔하였다. 그리고 무라드 레이스와 합류한 투르게트 레이스, 쿠젤스 마호메트 레이스(Güzelce Mehmet Reis)와 사딕 레이스(Sadık Reis)가 후방을 통솔했다. 오스만군은 서서히 베네치아, 교황청, 말타 기사단의 함선과 교전했으나, 도리아는 그의 중앙의 함대를 이끌고 전술적인 기동을 벌이고 있으나 본격적으로 교전에 나서지 않고 있는 바르바로스 하이렛딘 파샤와 싸우는 데 주저하였다. 바르바로스 하이렛딘 파샤는 양측의 수적 차이를 가장 결정적으로 만드는 기독교 포함들을 움직이지 못하게 만드는 무풍(無風)상태를 최대한 이용하길 원했다. 이 포함들은 오스만군이 상대적으로 훨씬 기동성이 뛰어난 겔리선과 겔리엇선으로 뛰어들었을 경우 쉽게 오스만군의 희생물이 되어 장악할 수 있었다. 오스만 해군의 배들을 갤리선과 바르퀘스선의 포화 속에 가두려한 도리아의 노력과 함정은 수포로 돌아갔다.
해가 질 무렵, 오스만군은 10척을 침몰시키고 3척을 불에 태웠으며 36척을 나포하였고, 3,000명을 포로를 잡았다. 오스만 군은 한 척도 잃지 않았고, 단지 400명의 전사자와 800명의 부상자를 기록했을 뿐이다. 그러나 알레산드로 콘달미에로가 함장을 맡은 베네치아의 기함 갈레온 디 베네치아의 강력한 포화에 의해 많은 수의 오스만 함선이 심각한 피해를 입었다.
다음날 아침, 순풍이 불자 계속 싸울 것을 요구하는 베네치아, 교황청, 몰타의 사령관들의 요구를 묵살한 채, 마음 내키지 않는 위험을 각오할 생각이 없었던 도리아는 스페인-제노바 함대를 이끌고 전장을 떠나 항해를 시작해 코르푸로 향했다.

## 영향
도리아가 전투에 열의가 없었고, 최대한 일찍 발을 빼려한 것은 그가 자신이 소유함 함선을 잃고 싶어하지 않았던 것과(도리아가 개인적으로 소유한 함선이 스페인-제노바 함대의 상당수를 차지했다.) 또한 그가 그의 고향 제노바의 중대한 라이벌이자 이때 오스만의 공세에 제1차 타겟이었던 베네치아에 대한 해묵은 적대감정이 있었기 때문으로 분석된다. 하지만 의외로 베네치아의 역사에서 그렇게 중요히 언급되지는 않는다. 이유인 즉, 이미 1503년에 오스만의 전쟁에 패한 베네치아는 이미 동지중해에 대한 독점적인 지배권을 잃었기 때문이고, 프레베자 해전은 이 지배를 확실하게 했을 뿐이다.
1539년 바르바로스 하이렛딘 파샤는 프레베자에서 귀환하여 이오니아 해와 에게 해에 있는 남아있던 기독교의 요새들 거의 대부분을 점거한다.
1540년 10월 오스만 제국이 모레아와 달마티아의 베네치아 영토에 공식적으로 베네치아 령인 에게해와 이오니아 해, 동 아드리아해의 영토에 대한 주도권을 장악하는 조건으로 베네치아와 오스만 제국 사이의 평화협정이 체결된다. 베네치아는 또 오스만 제국에 배상금으로 30만 두카트를 지불해야 했다.
오스만 군은 프레베자의 승리와 그 후 1560년 제르바 섬 해전에서 승리해 오스만군이 지중해를 장악하려는 것을 저지하려는 두 지중해의 강대국인 베네치아와 스페인의 노력을 격퇴할 수 있었다. 오스만군이 지중해의 패권을 상실하는 것은 1571년 레판토 해전이 되어서이다.

## 같이 보기
- 터키 해군의 역사

## 문헌
- Wolf, John B., The Barbary Coast: Algeria under the Turks, W. W. Norton, 1979. ISBN 0-393-01205-0
- Cook, M.A. (ed.), A History of the Ottoman Empire to 1730, Cambridge University Press, 1976. ISBN 0-521-20891-2
- Currey, E. Hamilton, Sea-Wolves of the Mediterranean, John Murrey, 1910.